# Гористе (заповідник)

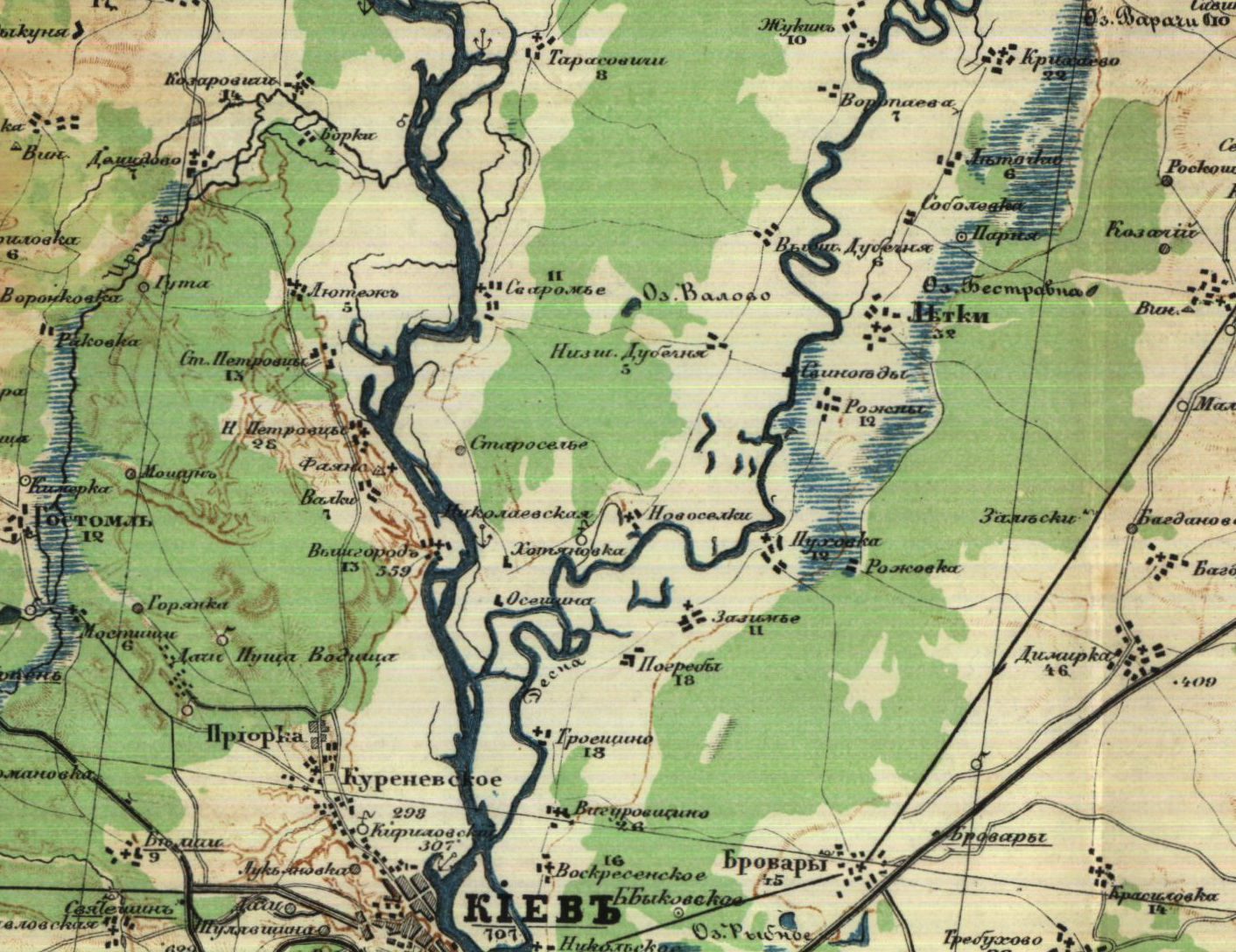
Карта району розташування заповідника Гористе

Карта району розташування заповідника Гористе

Заповідник Гористе (Старосільський) — один із перших природних заповідників республіканського значення, що діяли в Радянській Україні в 1930-1950-х роках. Перебував у віданні ВУАН (Всеукраїнської академії наук). Розташований у районі Вишгорода Київської області на Дніпрі. Мав статус республіканського значення. Площа заповідника 167,4 га.

## Розташування
Заповідник Гористе був розташований у південній частині межиріччя Дніпра та Десни. Його основна територія займала площу 150 га, проте до заповідника фактично відносили всі угіддя між селами Хотянівка (на півдні), Старосілля (на заході), Сваром'я (на північному заході) та Нижча Дубечня (на північному сході). До цих угідь входила переважно зона піщаних дюн та внутрішніх боліт. Заплавні комплекси Дніпра та Десни до заповідника не входили.

## Організація заповідника
У 1919 р. на вузькій гряді піщаних пагорбів, порослих сосновим і дубовим лісом, уздовж Дніпра на північ від Києва, біля села Старосілля, діяла біостанція АН УРСР. Відкрив її В. І. Вернадський. У січні 1931 р. НКЗ УРСР передає Академії Наук ліс та інші угіддя Гористого з тим, щоб тут був організований заповідник і велася наукова робота. Загальна площа становила 167,4 гектара. Мабуть, спеціального рішення РНК УРСР не було. Найімовірніше було, як у випадку з Канівським заповідником і Конча-Заспою, — тільки рішення НКЗ УРСР, що відав лісами .

## Порушення заповідного режиму у заповіднику
Професор М. В. Шарлемань у статті «ВУАН не використовує своїх заповідників»! писав в 1932 р. що ВУАН не займається заповідником Гористе, який перебуває в її підпорядкуванні. З 1937 р. в заповідниках ВУАН — Гористе (Старосільський) і Прохорівський стали будуватися дачі для академіків. Після війни в заповіднику Гористе знову почали будувати дачі для академіків, стріляти граків, розводити фруктовий сад.
Академік М. Г. Холодний, який немало зробив для заповідника Гористе, з болем записав у своїх спогадах: «У травні 1949 р. заповідник „Гористе“ двічі відвідав академік-секретар АH УРСР М. П. Семененко… Результатом його відвідування було те, що за його розпорядженням ботанічну лабораторію Інституту, організовану минулого літа, було згорнуто, а приміщення її зайняте під дачу… для сім'ї Семененка».
Усього ж в Гористому було близько 8 дач різних академіків.
У 1948 м. Україна трохи не втратила заповідники Гористе і Середньо-Дніпровський (Канівський). 4 квітня 1947 р. Радмін СРСР спеціальною постановою зобов'язав уряди союзних республік і Мінлісгосп СРСР подати відомості про ліси, які потрібно закріпити за заповідниками. Радмін УРСР, із подання Главку заповідників повідомив, що в Україні такими є ліси заповідників Гористе, Середньо-Дніпровського, заповідників у Закарпатті і майбутніх лісових заповідників. Проте Мінлісгосп СРСР ці списки викреслив і підготував постанову союзного уряду від 17 травня 1948 р. № 1603 про закріплення лісів за заповідниками, куди частина лісових українських заповідників не увійшла. І тоді місцеві лісгоспи розпочали рубати ліс в заповідниках Гористе і Середньо-Дніпровському.
На захист заповідників виступило Українське товариство охорони природи (надіславши лист Сталіну), АН УРСР, Київський університет, Главк заповідників при Радміні УРСР. Загальними зусиллями вдалося добитися розпорядження уряду СРСР № 10091-Р від 24 липня 1948 р., що за АН УРСР залишаються ліси заповідника Гористе, а за Київським університетом — ліси Середньо-Дніпровського заповідника.

## Закриття заповідника
29 серпня 1951 року голова Ради Міністрів СРСР Сталін підписав постанову № 3192 «Про заповідники». У документі йшлося: «Рада Міністрів установлює, що в ряді районів необґрунтовано розрослася мережа заповідників з охорони природи.(…) Лісове господарство в державних заповідниках перебуває в незадовільному стані. Ліси багатьох заповідників засмічені і заражені шкідниками. Науково-дослідна робота у більшості державних заповідників ведеться у відриві від практичних інтересів народного господарства. Тематика наукових робіт частенько носить надуманий і випадковий характер». Постанова зобов'язувала Ради Міністрів союзних республік закрити 88 (!) заповідників ). 
В Україні були закриті заповідники: місцевого значення — Золотий потік, Гомільшанські ліси (неіснуючий), Чернетчина, Білосарайська коса, Біла гора, Шутроминці, Галілея, Глоди, Венгільський ліс, Костопільський, Гори Артема, Тисовий ліс, Велико-Бурлуцький (неіснуючий), Кам'яні Могили. П'ять республіканських — Гористе, Веселі Боковеньки, Устиновка, Тростянець, Середньо-Дніпровський (Канівський). У Чорноморського під потреби колгоспів наказали відрізати 1 тис. га, в Азово-Сиваського — 200 га, Асканію-Нову хотіли скоротити в 43 рази. Усього Україна втратила 33 тис. га заповідних земель або 60 відсотків усієї заповідної площі.

## Дослідження та дослідники

Борис Попов

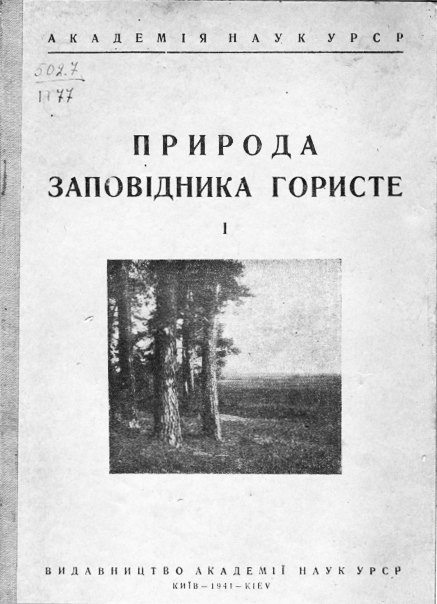
Палітурка видання «Природа заповідника Гористе» 1941 року

Тут працювали такі відомі дослідники як Борис Попов (1913—1942), Дмитро Белінг та інші. Ідею створення заповідника палко підтримував (і бував у ньому) Володимир Вернадський.
Докладний опис природи, флори і фауни Гористого представлено у виданні «Природа заповідника Гористе», підготовленому і виданому Академією наук УРСР на початку 1941 року.

## Сучасний стан
Від назви заповідника залишилося урочище в заплаві Дніпра, між дамбою та обвідним каналом — база відпочинку «Гористе». У центрі межиріччя на території колишнього заповідника збереглася назва урочища, названого найімовірніше ім'ям Бориса Попова — урочище «Попове».